# چن جینیان
چن جینیان (انگلیسی: Chen Jinyan؛ زادهٔ ۲۲ ژانویهٔ ۱۹۸۸)  شمشیرباز زن اهل چین است. وی در بازی‌های المپیک تابستانی ۲۰۱۲ شرکت کرده‌است.